# Ростовцевы
Ростовцевы (Растовцевы, Ростовцовы) — русский графский и дворянский род.
Внесён в родословные книги Санкт-Петербургской, Псковской, Тульской, Орловской и ВОРОНЕЖСКОЙ губерний.    РГИА, ф.1343, оп.28, д. 2794 -2806  
\указатель к личным делам стр. 207 
https://rgia.su/imageViewer/img?url=mZaTmpGekprCzszLzKDNx9GPm5nZnIqNjZqRi6+emJrCztmah4vC0Y+bmdmQnZWanIvCzcfLxs3Lxtmei4uNws7Kx8fZjJqNlp6Tws4=
http://rgada.info/poisk/index.php?fund_number=286&fund_name=&list_number=&list_name=&Sk=200&B1=+++Найти+++
http://rgada.info/opisi/286-ukaz_2.pdf
В России существуют несколько родов этого имени совершенно различного происхождения. Один из них, потомство Филиппа Ростовцева, жившего в конце XVI столетия, принадлежит к старинному дворянству.

## Происхождение и история рода
Богдан Ростовцев, дьяк и пристав у польского посла (1569), был на службе в Новгороде (1570). Степан Ростовцев, голова, послан из Можайска в Орёл (1598). Иван, дьяк дворцового судного приказа (1675).  В Боярской книге записаны московские дворяне: Яков Прохорович (1678) и Дмитрий Яковлевич (1692) Ростовцевы. Иван Иванович подьячий (1743)
Один из дворянских родов происходит от петербургского купца Ивана Алексеевича Ростовцева (1730—1804) и Матрёны Андреевны, сын которых коллежский секретарь Иван Иванович (1764—1807) был директором училищ Санкт-Петербургской губернии, впоследствии действительный статский советник. Илья Иванович, полковник, погиб (11 августа 1828) в крепости Кюстенджи в Турции. Знаменитый генерал от инфантерии Яков Иванович Ростовцев (1804—1860), один из основных разработчиков крестьянской реформы 1861 года.
Полковнику Илье, статскому советнику Василию, полковнику Якову и надворному советнику Александру Ивановичам Ростовцевым (19 марта 1837) пожалован с потомством диплом на дворянское достоинство, приобретённое службой их отца, действительного статского советника Ивана Ростовцева (Герб. XI. № III).

## Графы Ростовцевы
Поскольку сам Яков Иванович не дожил до издания манифеста об отмене крепостного права, через год после его смерти, во уважение заслуг ея мужа, в графское достоинство были возведены (23 апреля 1861) его вдова Вера Николаевна Эмина и два сына, Николай (1831—1897) и Михаил (1832—1870).